# Isna
Isna es una freguesia portuguesa del concelho de Oleiros, con 27,58 km² de superficie y  habitantes (2001). Su densidad de población es de 11,0 hab/km².

## Galería

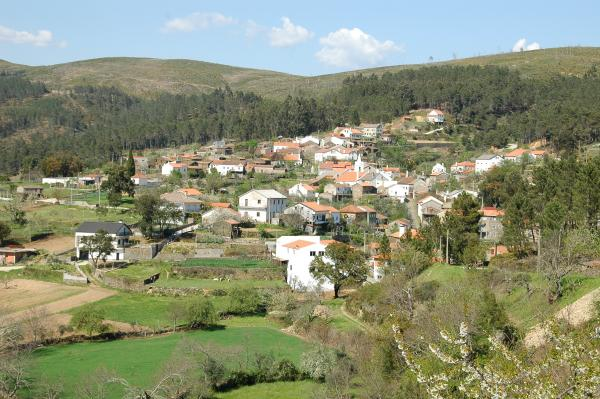
Vista de Isna.